# Najdišče Kolokol stebrov
Najdišče Kalokol stebrov ali najdišče Nasura stebrov, registrirano kot GcJh3 in znano tudi kot Namoratunga II, je arheološko najdišče na zahodni strani Turkanskega jezera v Keniji iz pastoralnega neolitika. Namoratunga pomeni "ljudje iz kamna" v jeziku Turkana. Prvotno se je domnevalo, da je najdišče nastalo okoli 300 let pred našim štetjem, vendar so nedavna izkopavanja odkrila starejši vzorec radioogljika iz leta 2398 +/- 44 let pred našim štetjem.

## Ozadje
Mesto je zlahka vidno ob cesti Lodwar – Kalokol, 30 metrov od ceste. Stebri Kalokol vsebuje 19 bazaltnih stebrov, ki so obdani s krožno tvorbo kamnov. Tudi številni drugi stebri obkrožajo Turkansko jezero in segajo v isto časovno obdobje; Lothagam North in Manemanya sta na primer skupinski pokopališči. Ta mesta so verjetno zgradili najzgodnejši pastirji v regiji. Drugo grobišče s kamnitimi gredmi, Namoratunga I,  znano tudi kot Lokori, nima kamnitih stebrov.
Arheologa Mark Lynch in L.H. Robbins sta leta 1978 opisala najdišče Kalokol stebrov in ga opredelila kot možno arheoastronomsko najdišče. Lynch je verjel, da bazaltni stebri povezujejo ozvezdja ali zvezde z 12-mesečnim 354-dnevnim luninim koledarjem kušitskih govorcev južne Etiopije. Stebri naj bi bili usklajeni s sedmimi zvezdnimi sistemi: Triangulum, Plejadami, Bellatrix, Aldebaranom, Centralnim Orionom, Saiphom in Siriusom. Drugi arheologi so ponovno analizirali arheoastronomske dokaze, in starejša radiokarbonska datacija s stebra Kalokol zdaj postavlja pod vprašaj te razlage.